# Весёлый Гай (Ямпольский район)
Весёлый Гай (укр. Веселий Гай) — село,
Княжичский сельский совет,
Ямпольский район,
Сумская область,
Украина.
Код КОАТУУ — 5925681502. Население по переписи 2001 года составляло 7 человек .

## Географическое положение
Село Весёлый Гай находится на правом берегу реки Муравейня,
выше по течению на расстоянии в 3 км расположено село Муравейня (Глуховский район),
ниже по течению на расстоянии в 2,5 км расположено село Степановка.